# لا سکویتا
لا سکویتا (به اسپانیایی: La Secuita) یک شهرستان در اسپانیا است که در استان تاراگونا واقع شده‌است.

## خصوصیات
لا سکویتا ۱۷٫۸ کیلومترمربع مساحت و ۱٬۵۴۷ نفر جمعیت دارد و ۱۷۰ متر بالاتر از سطح دریا واقع شده‌است.